# Aerodramus sawtelli
Andorinhão-de-atiu ou salangana-de-atiu (Aerodramus sawtelli) é uma espécie de ave da família Apodidae.
É endémica das Ilhas Cook.
Os seus habitats naturais são: matagal húmido tropical ou subtropical e terras aráveis.